# 盐城工业职业技术学院
盐城纺织职业技术学院，是位于江苏省盐城市的一所公办全日制普通专科学校，培养纺织服装、机械电子、化工等方面人才，建立于1964年前后。

## 历史
- 2004年，江苏省政府发布《省政府关于建立无锡城市职业技术学院等8所高等职业学校的通知》[2]：盐城纺织工业学校与盐城轻工业学校合并，组建盐城纺织职业技术学院，同时撤销盐城纺织工业学校、盐城轻工业学校建制。

## 机构
- 国家级纺织行业特有工种技能鉴定站
- 江苏省生态纺织工程技术研发中心

## 专业设置
- 纺织工程
- 机电工程
- 建筑工程
- 汽车工程
- 化学工程
- 经贸管理
- 艺术设计
- 公共教学部
- 继续教育部